# Gare de Dieulefit
La gare de Dieulefit est une ancienne gare ferroviaire française située sur la commune de Dieulefit, dans le département de la Drôme en région Auvergne-Rhône-Alpes.
Mise en service en 1893 et fermée en 1936, elle était le terminus de la ligne de Montélimar à Dieulefit, surnommée le "Petit Train du Picodon".

## Situation ferroviaire
La gare de Dieulefit était située au point kilométrique (PK) 29 de la ligne de Montélimar à Dieulefit, dont elle était le terminus, après la gare du Poët-Laval. Cette ligne à voie métrique de type tramway sur route appartenait au réseau des Chemins de fer départementaux de la Drôme,.

## Histoire

### Projet et construction
Le projet d'une ligne ferroviaire reliant Montélimar à Dieulefit a été initié en 1865 sous l'impulsion d'Étienne Théodore Morin, propriétaire d’une entreprise de draperie, qui fut le premier à présenter au conseil général un projet de liaison Montélimar-Dieulefit par chemin de fer,. Une première étude fut confiée à l'ingénieur E. Empain en 1866, proposant une ligne à voie métrique, mais le projet fut abandonné en raison d'oppositions et de la guerre franco-allemande de 1870.
En 1881, le Conseil Général de la Drôme relança le projet, s'appuyant sur une loi de 1881 facilitant le financement de telles infrastructures. La construction de la ligne et de la gare de Dieulefit s'inscrivait dans le cadre du Plan Freycinet, visant à développer le réseau ferroviaire secondaire français.
Ce n'est qu'en 1882 qu'un arrêté préfectoral a finalement défini le tracé de la ligne ferroviaire et l'emplacement des gares, donnant ainsi le feu vert au commencement des travaux de construction.

### Mise en service et exploitation
L'inauguration et la mise en service de la ligne et de la gare ont lieu le 16 juillet 1893. Deux trains parcourent la ligne avec les personnalités, ils s'arrêtent en gare de Dieulefit pour un banquet en présence notamment, du préfet de Drôme, du député Prevet, du sénateur Émile Loubet, du maire de Dieulefit et du député de l'arrondissement de Montélimar. Les trains et les invités repartent pour Montélimar à 18h30. Dieulefit est alors un important centre manufacturier.
La gare constituait le terminus de la ligne de 28 km reliant Montélimar à Dieulefit, desservant au total 13 stations ou haltes-abris,. Elle jouait un rôle crucial dans le désenclavement de Dieulefit et des villages environnants, permettant aux habitants et aux industriels de rejoindre plus facilement la vallée du Rhône.
Le trafic de la gare était principalement constitué de marchandises : engrais et houille dans le sens montant vers Dieulefit, bétail, produits agricoles, pierres de taille, poteries et textiles (notamment des draps) dans le sens descendant vers Montélimar.

### Déclin et fermeture
Malgré son importance initiale, la ligne et la gare de Dieulefit connurent un déclin progressif face à la concurrence croissante du transport routier. La gare fut définitivement fermée au trafic ferroviaire le 31 décembre 1936, en même temps que l'ensemble de la ligne Montélimar-Dieulefit.

## Patrimoine ferroviaire
Après sa fermeture, le bâtiment principal de la gare de Dieulefit a été conservé. Il est aujourd'hui propriété de la commune. Depuis 2011, il abrite le siège de l'association "Le petit train du Picodon", qui y organise des expositions ponctuelles sur l'histoire de la ligne ferroviaire,.
L'association, fondée en 2006, s'attache à préserver et à faire revivre la mémoire de cette ligne historique. Elle a notamment rassemblé une importante collection de documents et d'objets liés à l'histoire du "petit train du Picodon".